# ルーアン
ルーアン（フランス語: Rouen, ルアンとも）は、フランス北部に位置する都市で、ノルマンディー地域圏の首府、セーヌ＝マリティーム県の県庁所在地である。

## 地理
古くのルーアンはセーヌ川右岸のみであったが、現在は左岸とラクロワ島も市域に含まれている。市街の北側は丘陵が続いている。
セーヌ川は市面積のうち179ヘクタールを占める。緑地は306ヘクタールである。
中世からの古都であり、大司教座が置かれた。ルーアン大聖堂はゴシック建築の代表として知られる。クロード・モネの中期の連作『ルーアン大聖堂』はこの聖堂を主題としたものである。ルーアン大聖堂にはノルマン人で初代ノルマンディー公になったロロの墓がある。また、百年戦争で捕虜となったジャンヌ・ダルクは、1431年にこの町で火刑に処されている。
1952年から1968年の間に5回、ルーアン近郊の公道を利用したサーキットルーアン・レゼサールでF1フランスGPが開催された。
フランスでは学生の町として有名で、たくさんの教育機関がある。

## 交通

### 都市交通

#### 公共交通

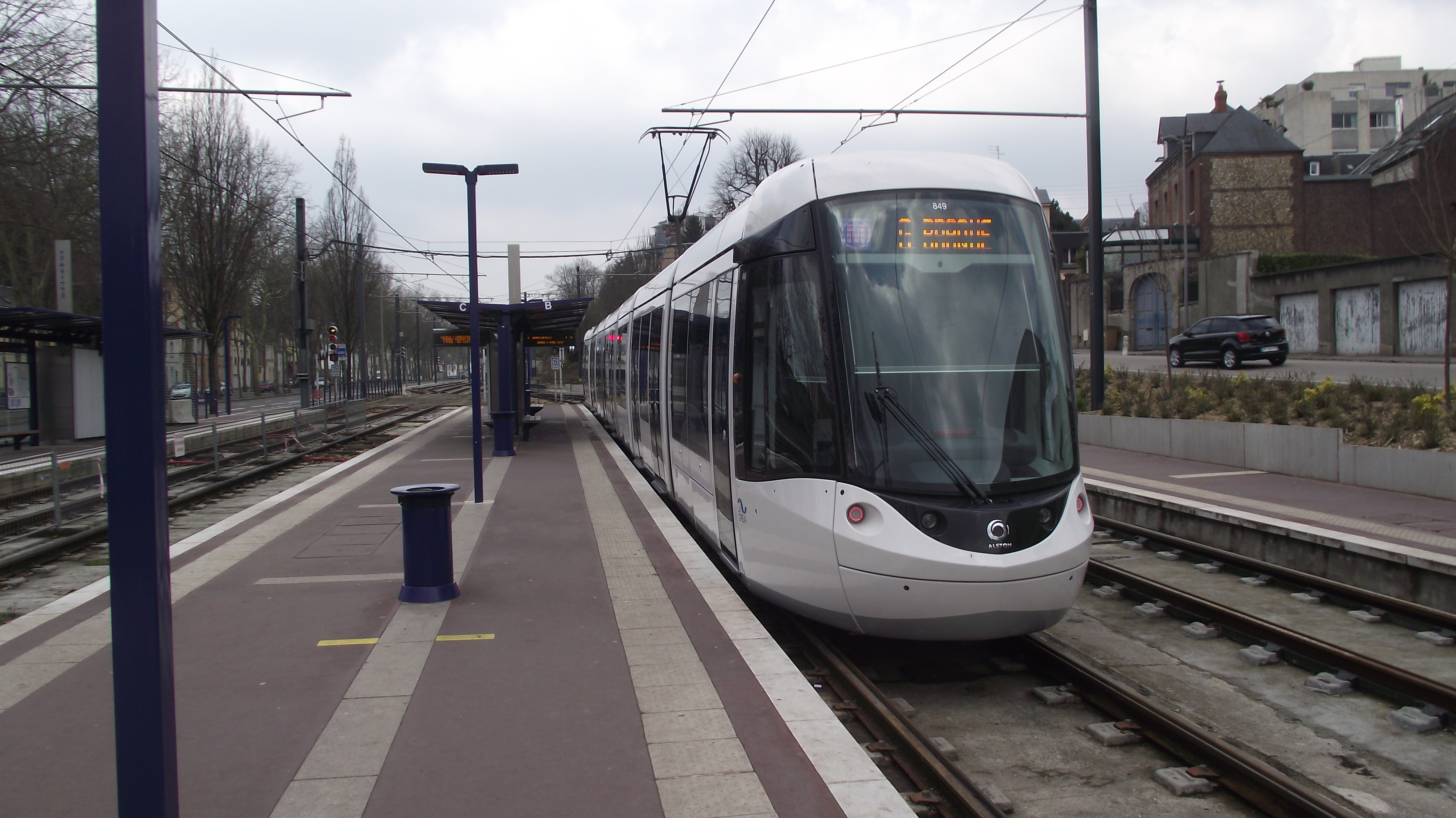
Métro de Rouen（ルーアン路面電鉄）

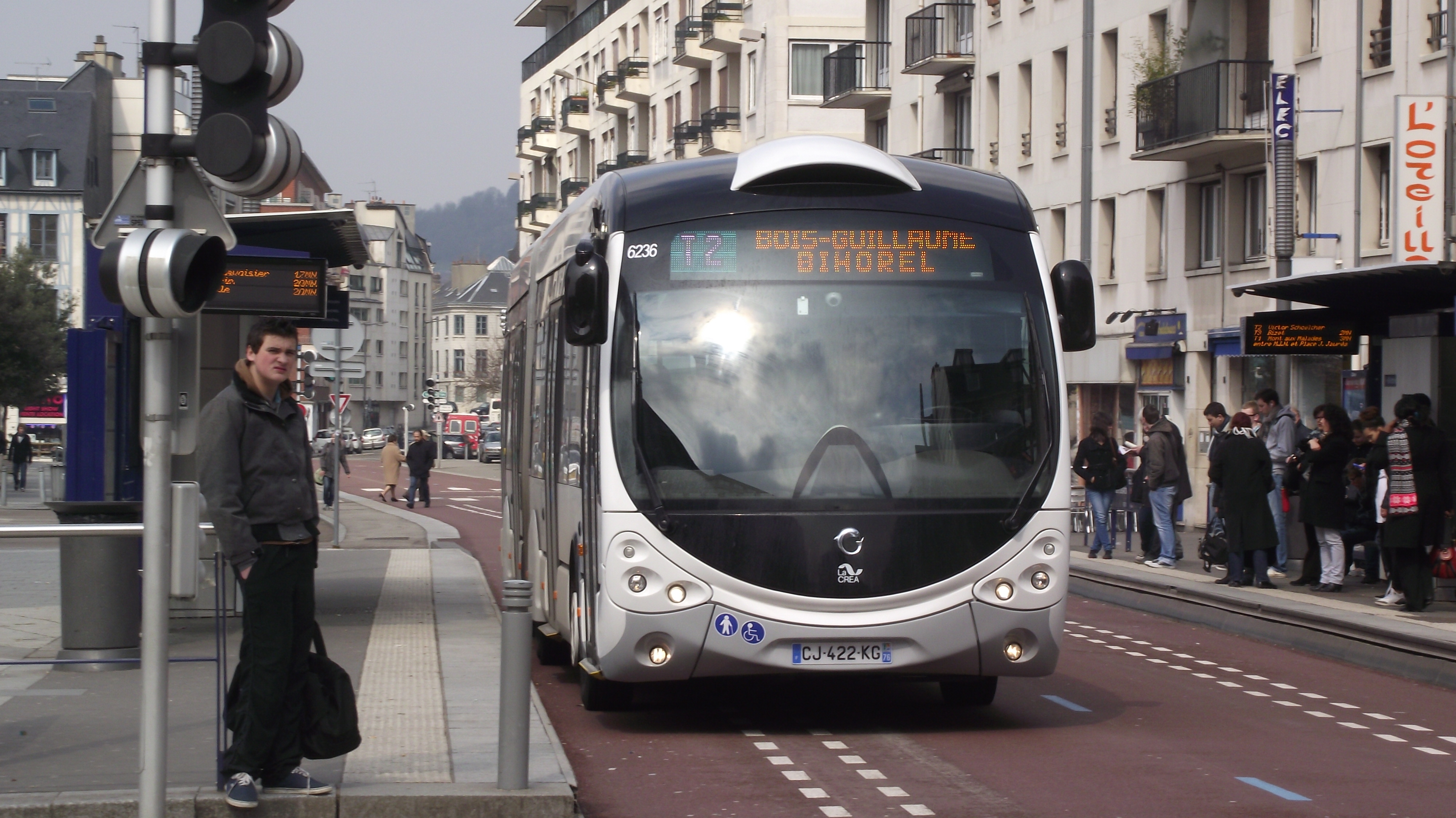
ルーアン東西交通T3系統の起点であるCanteleu

ルーアンの公共交通は、路面電車であるメトロ(métro)、基幹バスであるルーアン東西交通(fr:Transport est-ouest rouennais, TEOR)、その他の路線バスがあり、ルーアン都市圏公共交通(fr:Transports en commun de l'agglomération rouennaise, TCAR)やヴェオリア・トランスポールの子会社であるヴェオリア・トラスポール・ノルマンディー都市間(fr:Veolia transport Normandie interurbain, VTNI)によって運営されている。その路線網は次の3つから構成される。
- ルーアン都市圏において、東西軸を構成するルーアン東西交通(TEOR)の3路線
- ルーアン市内に地下線もある、計2路線全長18.2 kmのメトロ
- 54路線からなる一般バス路線網

2001年に開業したTEORは、中心市街地をバス専用レーンで通り抜け、ルーアン都市圏の東部と西部を結ぶ。路線総延長は39kmあり、3路線全てが芸術劇場駅でメトロと、各乗換停留所で12路線のバス路線と接続する。今日、TEORはルーアン都市圏に位置するルーアン、Déville-lès-Rouen、Bihorel、モン＝サンテニャン、Darnétal、Canteleu、Notre-Dame-de-Bondeville、Marommeの計9コミューンに通じ、約17万5千人の沿線人口を持つ。
Mont-RiboudetではTEORの開業した日よりパークアンドライドが行われている。Mont-Riboudet市内のオートルートA150の第一インターチェンジ横、ギュスターヴ・フローベール橋(fr:pont Gustave-Flaubert)の足下に位置する駐車場は、ルーアンの公共交通利用者が無料で利用出来る。
メトロは1994年の開業以来、セーヌ川の北岸と南岸を結んでいる。メトロはルーアン都市圏の近隣4コミューン（サン＝テティエンヌ＝デュ＝ルヴレ、ソットヴィル＝レ＝ルーアン、ル・プティ＝ケヴィイー、ル・グラン＝ケヴィイー）に通じている。
バス路線網は54路線から成り、うち28路線は学校へ至る路線である。TEORとメトロの周囲に通じる8系統の高頻度路線により、都市圏全体に公共交通網が確保されている。Noctambusはモン＝サンタニャンとサン＝スヴェール（Saint-Sever）地区の間に通じている。平日、週末とも夜に、一晩一方向あたり、3から4本程度運行される。

#### 道路
- ロカード・シュドIII(Rocade Sud III)(国道338号線(オートルート A13(A13)からフローベール橋までの高速道路))
- ロカード・シュド(Rocade Sud) (2008年7月3日開通(シュドIIIから県道18Eまでの高速道路))
- ギュスターヴ・フローベール橋(pont Gustave-Flaubert (オートルート A150とシュドIIIを接続)
- オートルート A150(fr:A150)（Barentinとフローベール橋を結ぶオートルート）
- 国道28号線(Route nationale 28)(ユーロップ大通りからマティルド橋(Pont Mathilde)とグラン・マール・トンネル(fr:Tunnel de la Grand Mare)を経てアブヴィル方面へのオートルート A28(A28)に繋がる。ロカード・エスト。)
- ロカード・ノール(Rocade Nord) (国道28号線のグラン・マール・トンネル北側より、MarommeのDemi-Lune交差点までを繋ぐ。Demi-Lune交差点を地下道で通り抜けオートルートA150まで接続する計画あり。)
- ロカード・ウエスト(Rocade Ouest) (オートルート・ド・ディエップとトゥール方面へ向かうオートルートA28を結ぶ道路。)(計画中)
- 東迂回路計画(Projet de contournement Est) (オートルート A154(fr:A154)(fr:Louviers-fr:Évreux)とも連絡するロカード・シュドと北方面のオートルートA28を結ぶ。)

#### 自転車道網
ルーアンは、長い間、交通や自転車道網の概念において遅れていた。しかしながら、数年前より市は自転車交通を改善しようとしているように見える。特にボワエルデュー橋(Pont Boieldieu)上の新しい自転車道は他の都市交通機関と混ざる事なく、セーヌ川を渡る事を可能とし、この他にも市内に多くの自転車道を敷設している。
また、Cy'clicというレンタサイクルのシステムがあり、5時より1時まで営業している。ジーセードコーJCDecauxとの協力により、2007年12月に市役所横よりサービスが開始され、中心市街地での移動を容易にした。市はセルフサービスの175台の自転車を市内17箇所(右岸10箇所左岸7箇所)のステーションに配置し、最終的には20箇所200台まで増やす予定である。

#### 高速道路
- オートルート A13 パリ - カーン
- オートルート A28 アブヴィル - トゥール
- オートルート A150 ルーアン - イヴトー(fr:Yvetot)(オートルート A29と接続する計画がある)

### 鉄道

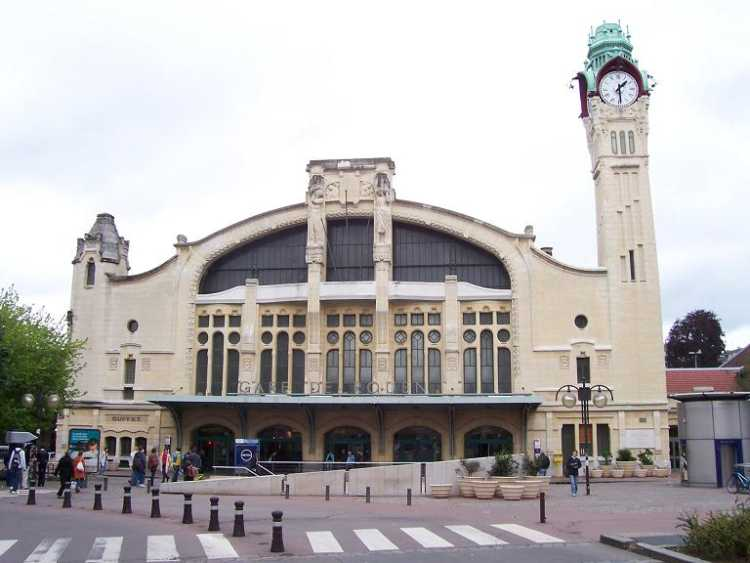
ルーアン＝リヴ＝ドロワット駅

ルーアンには、町の玄関口としてルーアン＝リヴ＝ドロワット駅があり、年間520万人の利用がある。第二次世界大戦前には、他にオルレアン(Orléans)、ノール＝マルタンヴィル(Nord-Martainville)、サン＝スヴェール(Saint-Sever)という3つの駅が存在した。また、これ以上拡張出来ないリヴ＝ドロワット駅に代わり、新たなTGV駅が建設される。運行開始は2015年頃に予定されている。

### 河川交通
2008年7月15日にオープンしたマリーナは、2010年までに設備を完備し、浮き桟橋に150の係留場を備える。

### 空港
ルーアンにはルーアン・ヴァレ・ド・セーヌ空港(fr:aéroport Rouen Vallée de Seine)があり、年間5万人近くの旅客が利用している。

## 人口統計
| 1962年  | 1968年  | 1975年  | 1982年  | 1990年  | 1999年  | 2006年  | 2012年  |
| ------- | ------- | ------- | ------- | ------- | ------- | ------- | ------- |
| 120 857 | 120 471 | 114 834 | 101 945 | 102 723 | 106 592 | 107 904 | 111 557 |

出典:1999年までLdh/EHESS/Cassini、2004年以降INSEE

## 観光
- ジャンヌ・ダルクの塔（フランス語版）
- ルーアン大聖堂
- ルーアン美術館
- サントゥーアン教会
- サン・マクルー教会
- 聖ジャンヌ・ダルク教会
- ジャンヌ・ダルク博物館
- ジャンヌ・ダルクの処刑地

## 関係者

### 出身者
- エドワード4世 - イングランド国王
- ラットランド伯エドムンド - イングランド王族
- マリー＝ルイーズ・オミュルフィ - ルイ15世の愛人の1人
- ロベール＝カブリエ・ド・ラ・サール - 探検家
- アドリアン・オーズー - 天文学者
- ベルナール・フォントネル - 著述家
- フランソワ・ダジャンクール - 作曲家
- ジャック・デュフリ - 作曲家
- フランソワ＝アドリアン・ボイエルデュー - 作曲家

- モーリス・ルブラン - 小説家
- ギュスターヴ・フローベール - 小説家

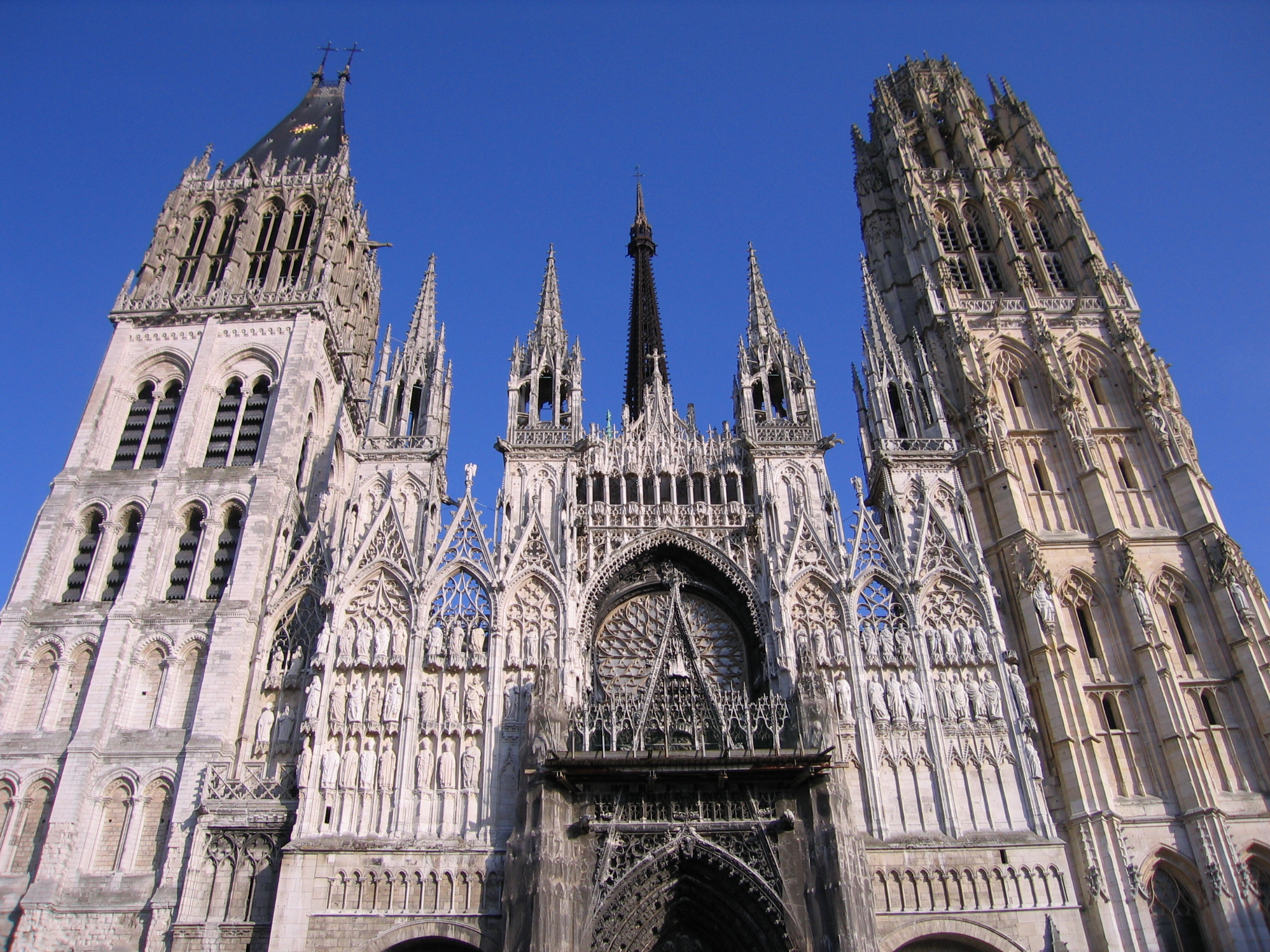
ルーアン大聖堂

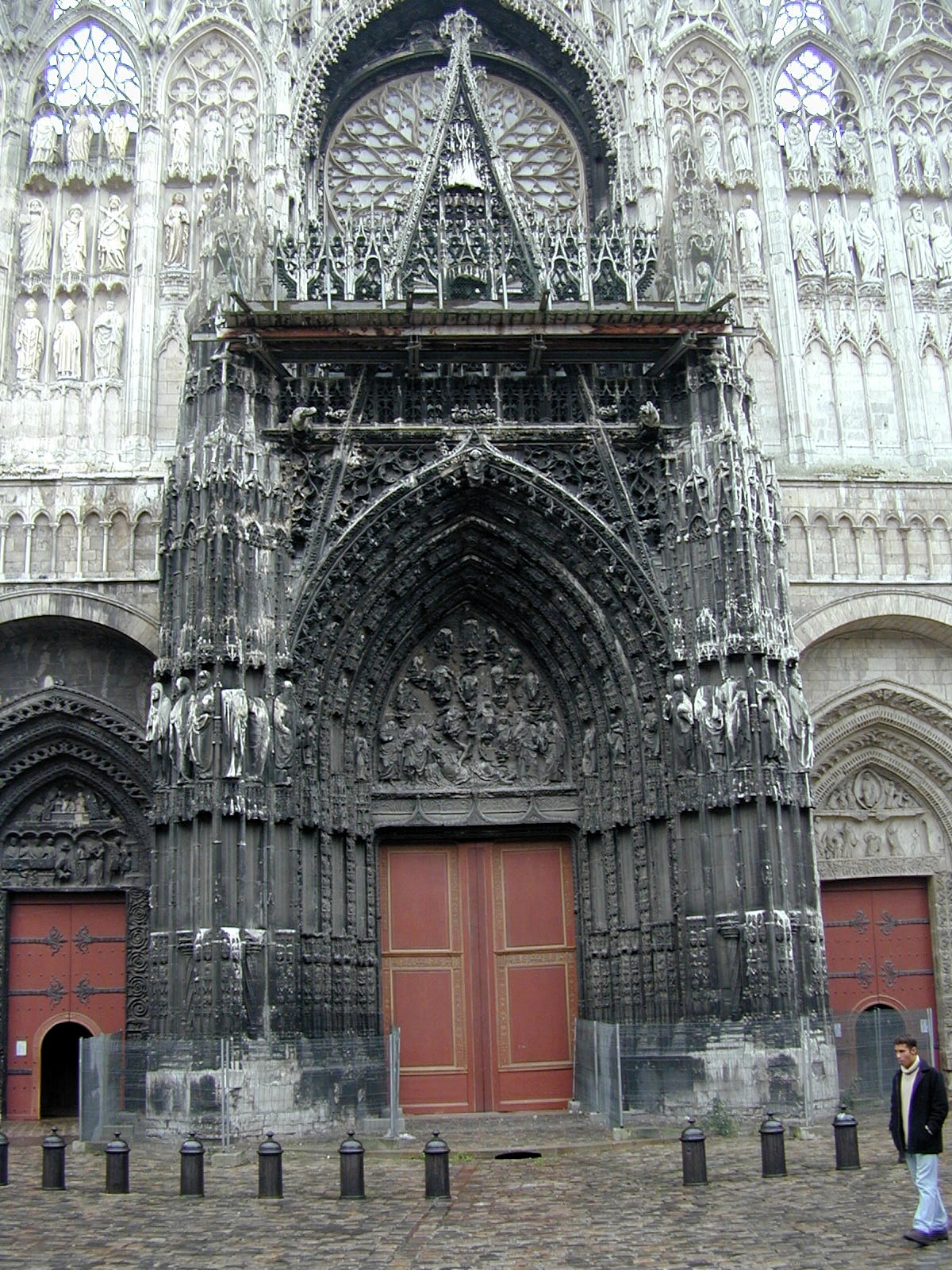
ルーアン大聖堂の入り口

- マルセル・デュプレ - オルガニスト・作曲家
- テオドール・ジェリコー - 画家
- ジャン・フルネ - 指揮者
- ロジェ・アペリー - 数学者
- ジャック・リヴェット - 映画監督
- シャルル・ジュール・アンリ・ニコル - 細菌学者
- フランソワ・オランド - 政治家
- カリン・ヴィアール - 女優
- イアン・マヒンミ - プロバスケットボール選手（NBA・インディアナ・ペイサーズ所属）
- ダビド・ドゥイエ - 柔道家
- ダヴィド・トレゼゲ - サッカー選手
- ナタリー・ペシャラ - フィギュアスケート・アイスダンス選手
- ピエール・コルネイユ - 劇作家
- フィリップ・トレトン - 俳優
- ピエール・ガスリー - F1ドライバー

### 居住その他ゆかりある人物
- ロロ - ノルマンディー公国始祖、ヴァイキング
- ジャン＝バティスト・カミーユ・コロー - 画家、バルビゾン派
- ギー・ド・モーパッサン - 作家

## 姉妹都市
- ハノーファー - ドイツ
- ノリッジ - イギリス
- 寧波 - 中華人民共和国
- サレルノ - イタリア
- ヴェイヘロヴォ - ポーランド
- Gostyń - ポーランド

## 外部リンク

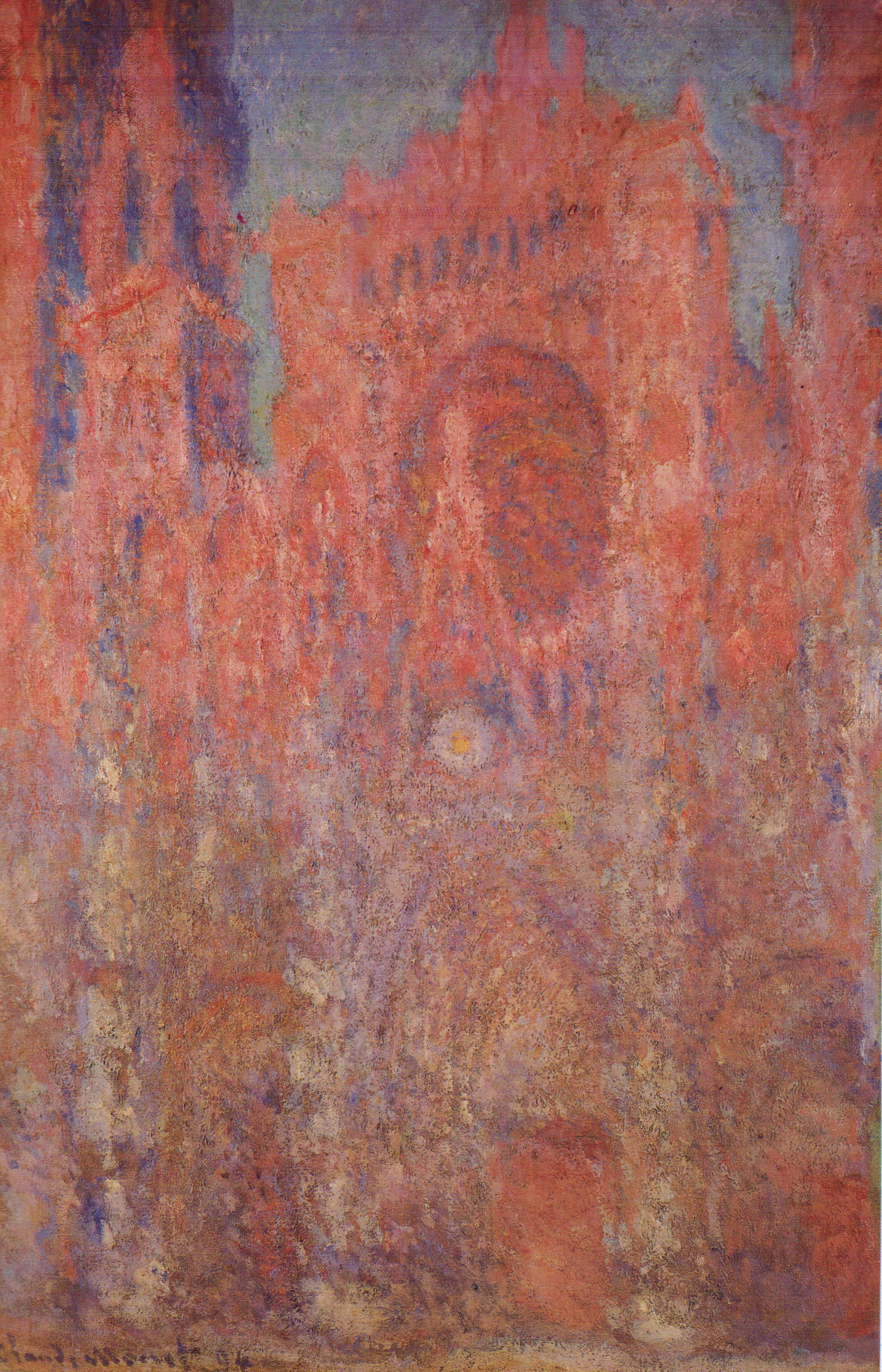
クロード・モネ　ルーアン大聖堂、夕暮れ 1892 - 93 個人蔵
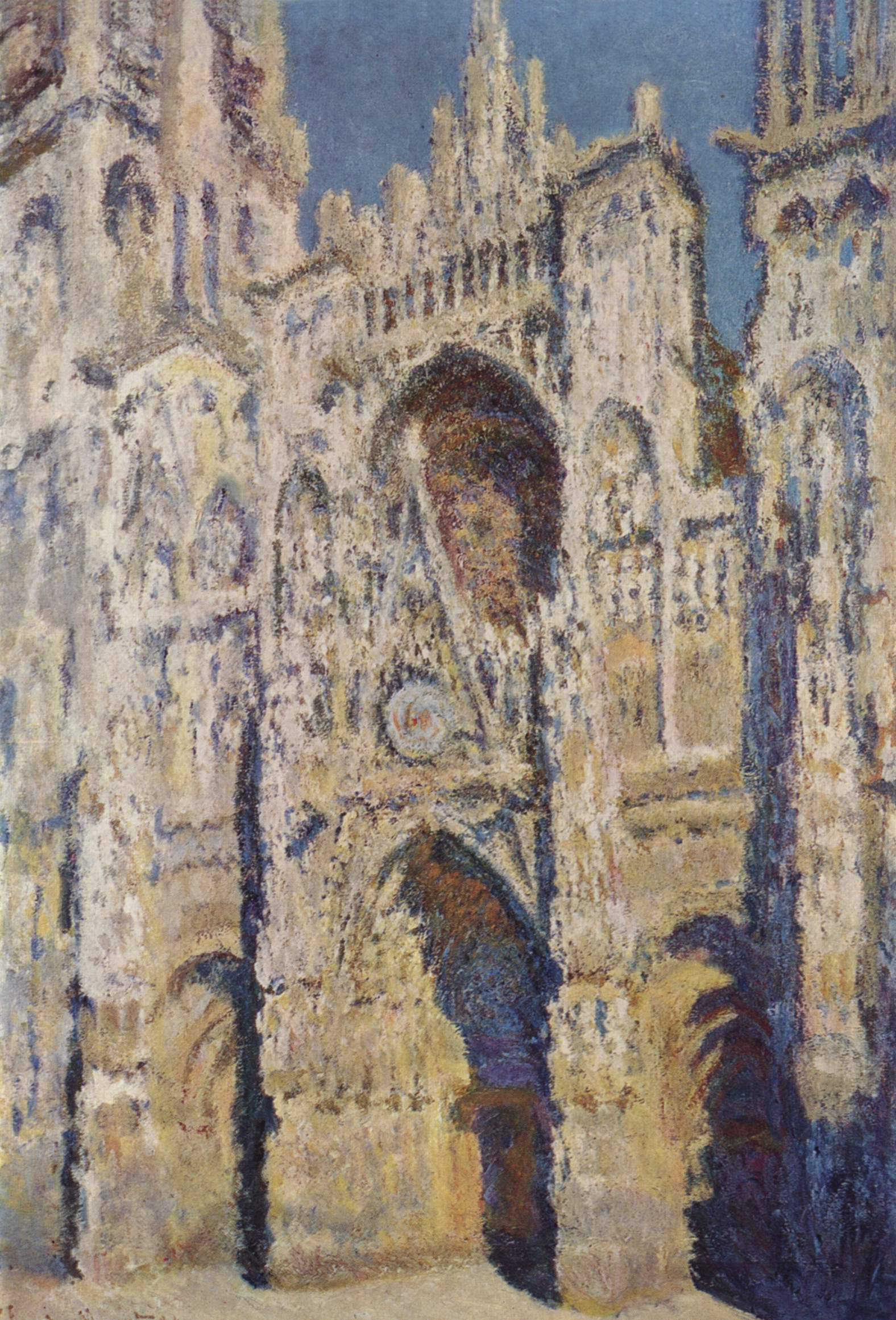
ルーアン大聖堂、昼 1892 - 93 オルセー美術館
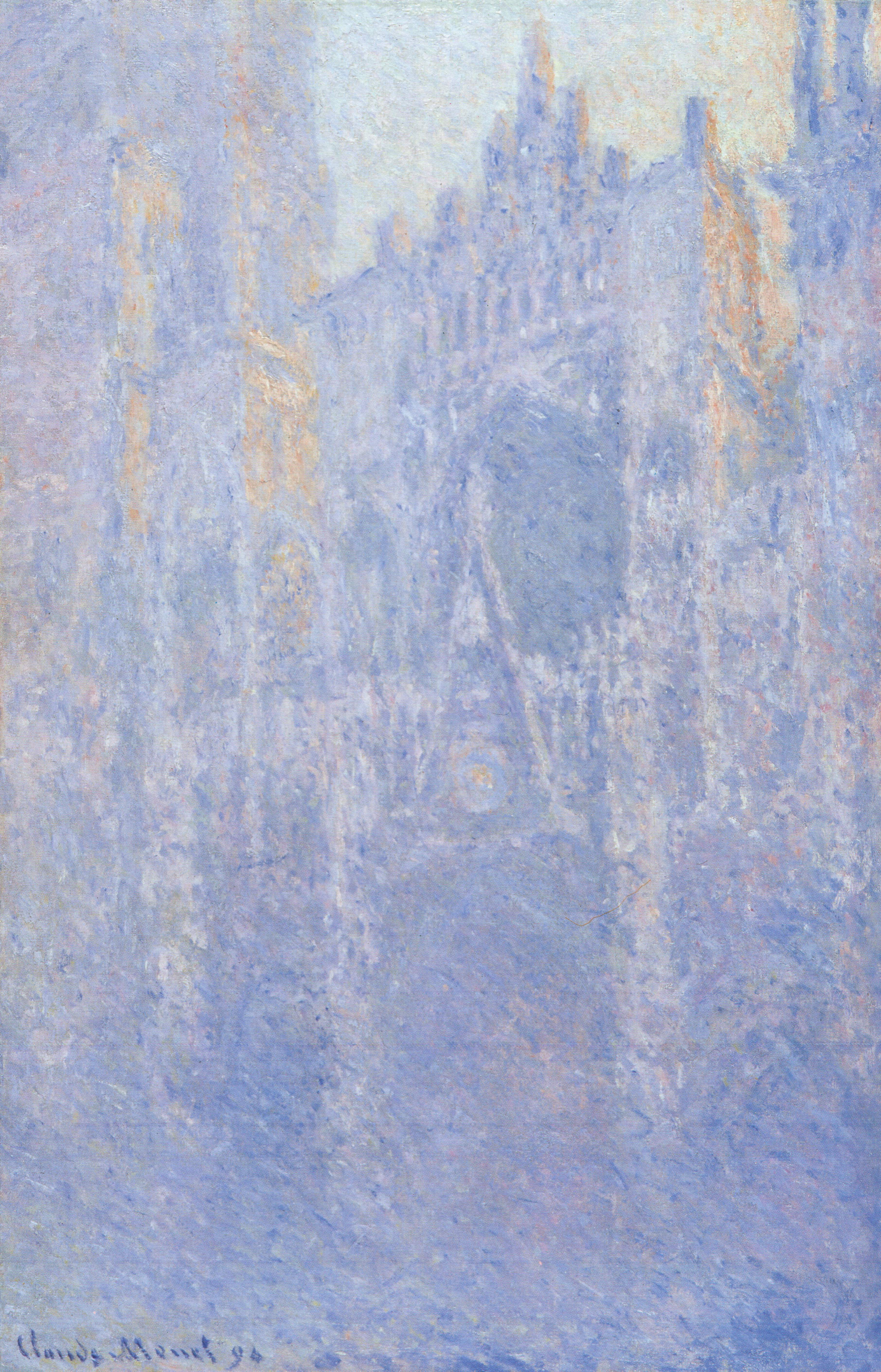
ルーアン大聖堂、朝 1892 - 93 エッセン、フォルクヴァング美術館